# John Harrington (chevalier)
Pour les articles homonymes, voir Harrington.
John Harrington (mort le 30 décembre 1460) était un membre de la noblesse anglaise.

## Biographie
Il est le fils aîné de Thomas Harrington, un vassal de Richard Neville, 5e comte de Salisbury. John et Thomas accompagnent leur seigneur dans l'armée yorkiste lors de la bataille de Wakefield. Ils sont tous les deux tués lors de la bataille, qui s'achève par une éclatante victoire lancastrienne.
John avait épousé Maud Clifford, fille de Thomas Clifford. Ils ont une fille, Elizabeth (née vers 1456), qui épouse plus tard un fils illégitime de William Stanley.